# رادو بيلاغان
رادو بيلاغان (بالرومانية: Radu Beligan)‏ (بالرومانية: Radu Beligan) (ولد 14 ديسمبر 1918 - 20 يوليو 2016) هو ممثل مسرحي وسينمائي ومذيع روماني.

## روابط خارجية
- رادو بيلاغان على موقع IMDb (الإنجليزية)
- رادو بيلاغان على موقع ألو سيني (الفرنسية)
- رادو بيلاغان على موقع أول موفي (الإنجليزية)
- رادو بيلاغان على موقع قاعدة بيانات الأفلام السويدية (السويدية)
- رادو بيلاغان على موقع ديسكوغز (الإنجليزية)
- رادو بيلاغان على موقع قاعدة بيانات الفيلم (الإنجليزية)
- رادو بيلاغان على موقع كينوبويسك (الروسية)